# Microlaimus dentatus
Microlaimus dentatus är en rundmaskart som beskrevs av Allgen 1935. Enligt Catalogue of Life ingår Microlaimus dentatus i släktet Microlaimus och familjen Microlaimidae, men enligt Dyntaxa är tillhörigheten istället släktet Microlaimus och familjen Desmodoridae. Arten är reproducerande i Sverige. Inga underarter finns listade i Catalogue of Life.